# Valea Sânpetrului (gmina Grebenișu de Câmpie)
Valea Sânpetrului – wieś w Rumunii, w okręgu Marusza, w gminie Grebenișu de Câmpie. W 2011 roku liczyła 491 mieszkańców.